# Zalakaros
Zalakaros är en mindre stad  och kurort med 1 988 invånare (2019) i Ungern.

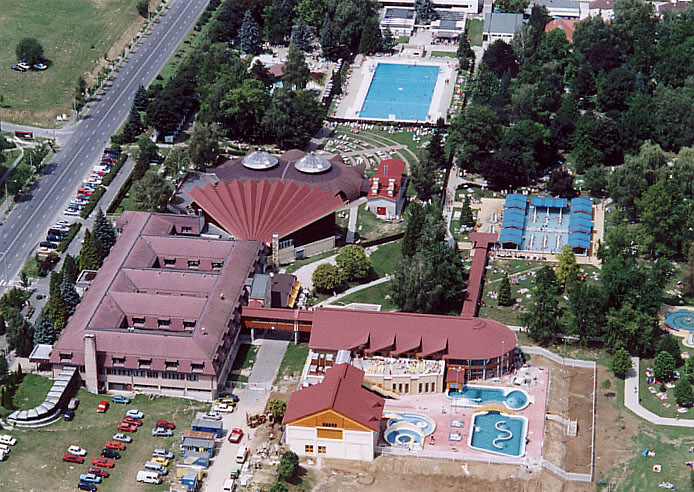
Termalbadet i Zalakaros.